# Haii-Suhodilski, Brodî
Haii-Suhodilski (în ucraineană Гаї-Суходільські) este un sat în comuna Ponîkva din raionul Brodî, regiunea Liov, Ucraina.

## Demografie
Componența lingvistică a localității Haii-Suhodilski
     Ucraineană (98,08%)
     Rusă (1,92%)
Conform recensământului din 2001, majoritatea populației localității Haii-Suhodilski era vorbitoare de ucraineană (98,08%), existând în minoritate și vorbitori de rusă (1,92%).